# La Tallada Vella
La Tallada Vella és una muntanya de 544 metres que es troba al municipi de Colldejou, a la comarca catalana del Baix Camp.